# Булатниково (Московская область)
Булатниково — село в Ленинском городском округе Московской области России. Население — 551 чел. (2010).

## География
Село Булатниково находится вблизи МКАД, у 29 километра. На юге граничит с городом Видное. Восточнее села проходит трасса М4 «Дон». В селе находится платформа Булатниково Павелецкого направления МЖД.
На севере села построен одноимённый крупный складской комплекс «Терминал Булатниково». Среди арендаторов — Pony Express.

## Население
| 2002 | 2006 | 2010 |
| ---- | ---- | ---- |
| 382  | ↘337 | ↗551 |

## Происхождение названия
Название села, предположительно, связано с некалендарным личным именем Булатник. Ср. Лаврентий Булатников, 1630 год.

## История
Булатниково значится в документах XV века как дворцовое село. Тогда в селе находилась деревянная церковь во имя Рождества Пресвятой Богородицы «о пяти верхах». В конце XVII века на средства князя В. В. Голицына была заложена новая каменная церковь, которую достроили в первой половине XVIII века потомки молдавского господаря Дмитрия Кантемира.
В XIX веке село Булатниково входило в состав Сухановской волости Подольского уезда. В 1899 году в селе проживало 557 человек, была церковно-приходская школа.
В 1930-х годах церковь была снесена.
До 2006 года входило в Булатниковский сельский округ Ленинского района, а с 2006 до 2019 года в рамках организации местного самоуправления входило в Булатниковское сельское поселение Ленинского муниципального района.
С 2019 года входит в Ленинский городской округ.

## Достопримечательности
- Церковь Рождества Пресвятой Богородицы. 25 марта 2006 года была произведена закладка храма (взамен разрушенного), а 16 апреля состоялась первая служба[6].